# Mirriah
Mirriah este o comună urbană din departamentul Mirriah, regiunea Zinder, Niger, cu o populație de 24.203 locuitori (2001).